# Вилье де Лиль-Адан, Филипп
Филипп де Вилье де Лиль-Адам (фр. Philippe de Villiers de L'Isle-Adam; 1464, Бове — 21 августа 1534, Мальта) — французский дворянин, великий магистр Ордена госпитальеров.

## Происхождение
Филипп де Вилье — выходец из старинной дворянской семьи, владевшей землями в Иль-де-Франсе. Его дед, Жан де Вилье де Лиль-Адам, сражался на стороне бургундцев, защищал Париж от Жанны д’Арк, а затем примкнул к партии Карла VII.

## Биография
Филипп де Лиль-Адам был избран великим магистром Ордена в январе 1521 года. До этого он командовал орденским флотом, а с 1513 г. занимал должность великого приора Франции.
В 1522 году госпитальерам пришлось выдержать тяжелое испытание: на Родос, где тогда базировались рыцари, высадилась огромная турецкая армия под командованием Сулеймана Великолепного. Oборону Родосской крепости возглавил де Лиль-Адам. Несмотря на впечатляющее численное превосходство турок (около 100 тысяч осаждающих против 600 госпитальеров и 5000 греков-ополченцев), они смогли овладеть Родосом лишь после шестимесячной осады: 20 декабря 1522 года великий магистр, видя полное истощение всех ресурсов, согласился на капитуляцию. По её условиям уцелевшие защитники крепости могли свободно покинуть остров, забрав с собой знамёна, пушки и реликвии родосских церквей. Карл V, император Священной Римской империи, сказал, узнав о сдаче Родоса: «Ни одна битва не была проиграна так достойно».
Потеряв своё постоянное пристанище, рыцари несколько лет скитались по Италии. Магистр проводил время в переговорах с государями Европы, стремясь найти для Ордена новую резиденцию. B 1530 г. с помощью папы Климента VII де Лиль-Адам добился того, что Карл V предоставил госпитальерам острова Мальту и Гоцо, ставшие владением Ордена на следующие 250 лет.